# فرد وولف
فرد وولف (بالإنجليزية: Fred Wolf)‏ هو منتج أفلام ومخرج رسوم متحركة ورسام رسوم متحركة ومخرج أمريكي، ولد في 13 سبتمبر 1932 في بروكلين في الولايات المتحدة.

## وصلات خارجية
- فرد وولف على موقع IMDb (الإنجليزية)
- فرد وولف على موقع أول موفي (الإنجليزية)
- فرد وولف على موقع قاعدة بيانات الفيلم (الإنجليزية)
- فرد وولف على موقع كينوبويسك (الروسية)